# Риксмаршал
Риксмаршал (швед. Riksmarskalk) – голова придворного відомства в Швеції.

## Історія
Посада риксмаршала вперше з'являється в Швеції в 1607 р. з призначенням на неї члена риксроду Йорана Классона Шершельда. Вона зараховувалася до вищих державних посад, тому її завжди займали особи не нижче члена ріксроду, що було закріплено в формі правління 1634 р.
У 1680 р. глава придворного штату отримав новий титул вищого маршала (överstemarskalk), однак у 1772 р. старе найменування посади було відновлено. Риксмаршал був головою цивільного суду, а після його розподілу і аж до ліквідації цивільних судів в 1844 р. головою Вищого цивільного суду. 
Риксмаршал завжди призначався королем і носив титул «превосходительства», означав, що за рангом він займає наступне місце за статс-міністром і міністром закордонних справ.
Риксмаршалу підпорядковувалися глави різних підрозділів королівського двору, статгалтери Стокгольмського замку, Дротнінгхольма, Ульриксдаля, Хаги, Гріпсхольма, русерсбергського і стремсхольмського літніх замків, а також керуючі Юргорденом. Крім того, під наглядом риксмаршала перебували мінеральний курорт в Локі і Ріддархольмська церква. Він також був в правлінні пенсійної каси придворного відомства.
Всі вищеперелічені особи і структури повинні були доповідати по підвідомчих їм справах риксмаршалу, а той у свою чергу готував про них доповідь королю. Крім того, він доповідав монарху по всіх питаннях, пов'язаних з діяльністю двору, церемоніалом, а також вносив кандидатури для прийняття в штат відомства.
Для здійснення своїх обов'язків риксмаршалу була надана канцелярія, Риксмаршальське управління (Riksmarskalksämbetet) і Придворна експедиція.
При урочистих випадках, таких як відкриття і закриття риксдагу, коронації, королівські похорони і весілля, риксмаршал одягався в оксамитові одежі і ніс жезл, прикрашений золотою короною.

## Риксмаршальська посада зараз
В даний час риксмаршал відповідає за питання функціонування придворного штату, у його веденні знаходиться Ріддархольмська церква. Крім того, його компетенції підлягають питання, пов'язані з призначеннями, державним фінансуванням придворного відомства і нагородженням шведських та іноземних громадян медалями за внесок у розвиток суспільства. На допомогу йому надана канцелярія, відділ кадрів, економічний та інформаційний відділи. 

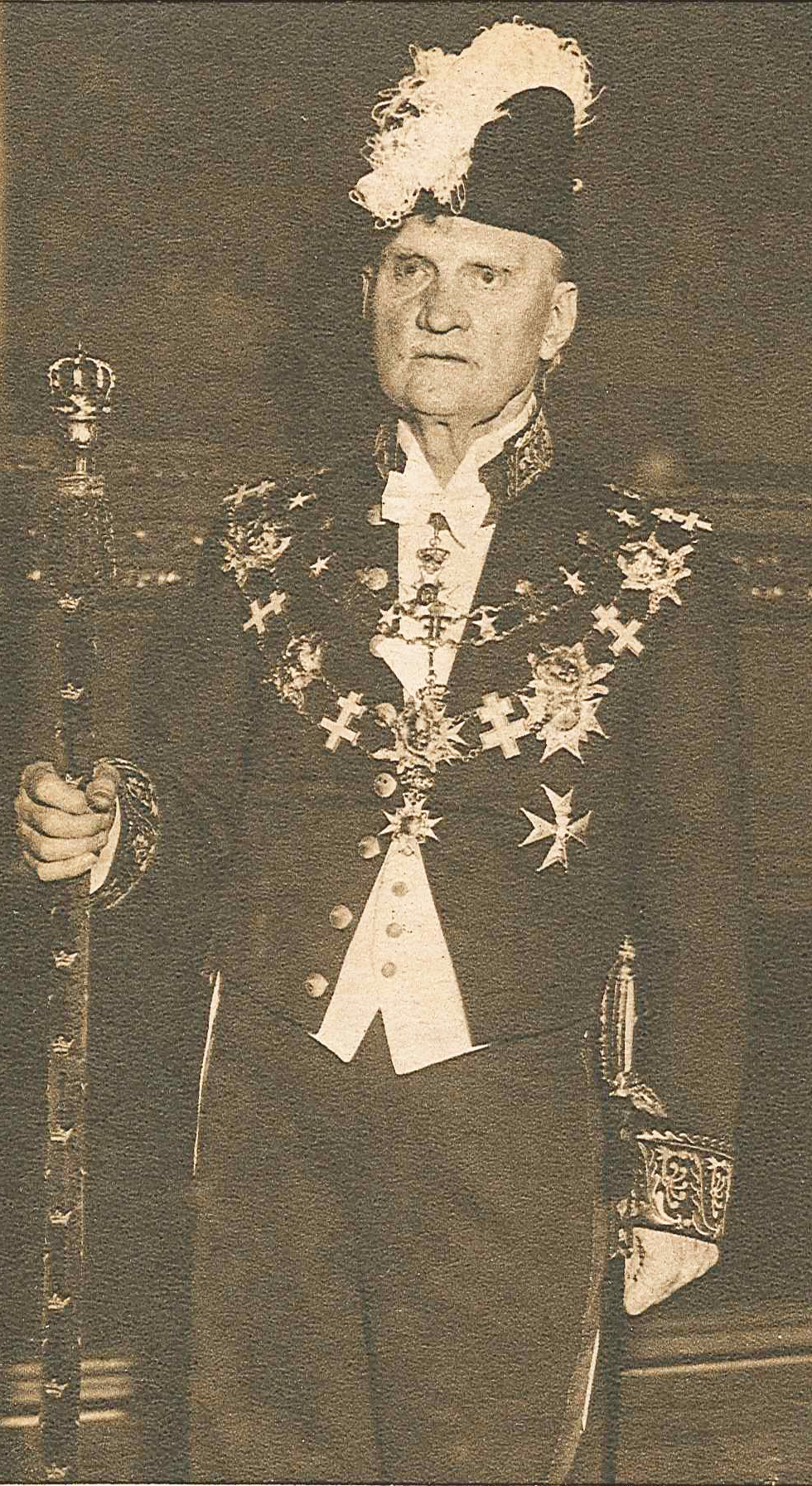
Риксмаршал Аксель Веннерстен. 1942